# 碓井稔
碓井 稔(うすい みのる、1955年4月22日 - )は、日本の実業家、機械工学者。セイコーエプソン取締役会長。前・代表取締役社長。

## 来歴
長野県塩尻市生まれ。父親は国鉄職員であった。
長野県松本深志高等学校から東京大学工学部へ進学。大手自動車関連メーカー勤務を経て、1979年11月に信州精器(現セイコーエプソン)に入社。
1988年、インクジェットプリンターの新方式ヘッド開発メンバーとなり、1990年にはKH(緊急ヘッド)プロジェクトのリーダーとなった。これがマイクロピエゾ方式インクジェットプリンターの開発、商品化につながったことから「プリンターの父」とも称される。

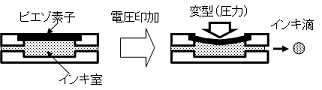
ピエゾ方式の概要図

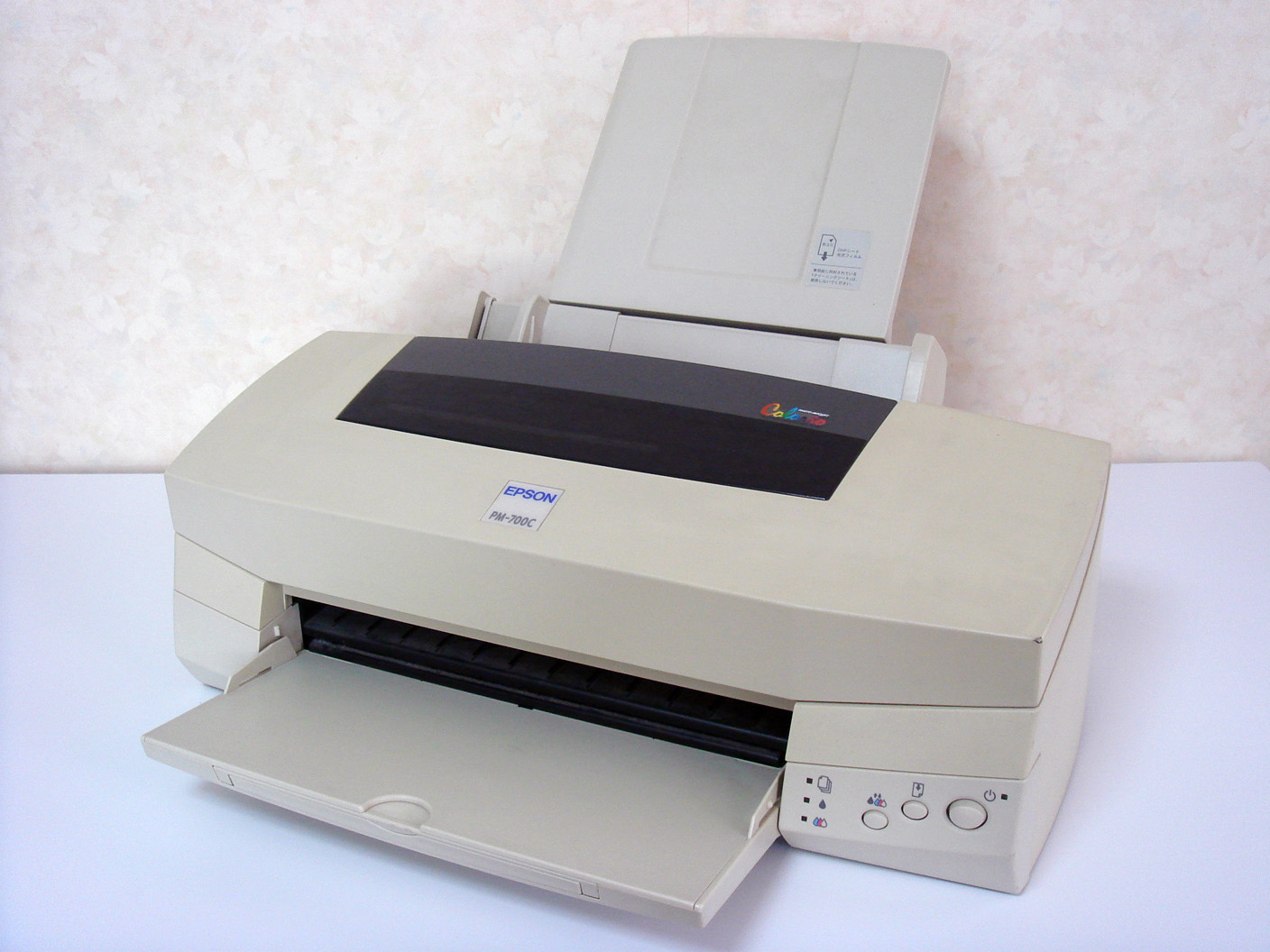
エプソンのインクジェットプリンター「PM-700C」

その後、役員、取締役を歴任し、2008年6月に代表取締役社長に就任。
2016年5月より、一般社団法人ビジネス機械・情報システム産業協会の会長を務めた。2018年5月に退任し、副会長となった。
2020年、役員異動により、3月末日を以って代表取締役社長を退任。4月1日付で取締役会長に就任した。

## 人物
- 座右の銘は「究め極める」[3][5]。
- 休日には自身の地元であり、自社がスポンサーである松本山雅FCの試合観戦に訪れる[3]。
- 2001年、ヨハネス・グーテンベルク賞を受賞[8]。
- 2018年、藍綬褒章を受章[8]。
- 2019年、全国発明表彰発明実施功績賞を受賞[9]。